# Estatuto diplomático
O estatuto diplomático é o sistema de classificação profissional e protocolar utilizado no mundo da diplomacia e das relações internacionais. Com o tempo, foi formalizado numa base internacional.

## Categorias diplomáticas

### Diplomacia bilateral
O sistema de categorias diplomáticas em vigor internacionalmente na diplomacia bilateral, baseia-se no sistema tradicional estabelecido para a diplomacia europeia, uniformizado no início do século XIX. Até então, cada país europeu tinha as suas próprias designações de categoria para o pessoal das suas carreiras diplomáticas, o que originava frequentes disputas acerca da precedência hierárquica de diplomatas de estados diferentes.
No sentido de acabar com este tipo de disputas, o Congresso de Viena, em 1815 estabeleceu formalmente um sistema internacional de categorias diplomáticas, o qual ainda é a base do atualmente em vigor.
As categorias são:
1. Embaixador extraordinário e plenipotenciário: um embaixador é o representante diplomático com poderes plenipotenciários, ou seja com uma autoridade total para representar o seu chefe de Estado. Como representam formalmente um chefe de Estado têm direito a ser tratados por "sua excelência". As missões diplomáticas chefiadas por embaixadores designam-se "embaixadas". Os embaixadores dos Vaticano têm os títulos de "núncios apostólicos" sendo-lhes, tradicionalmente concedida precedência protocolar, em relação aos restantes embaixadores, nos estados católicos. Os embaixadores dos países da Commonwealth em outros países da mesma comunidade têm os títulos de "altos comissários", uma vez que representam os seus governos e não os seus chefes de Estado;
2. Enviado extraordinário e ministro plenipotenciário: os ministros plenipotenciários são representantes diplomáticos, igualmente investidos de poderes plenipotenciários como os embaixadores, mas de categoria inferior à destes. Os ministros plenipotenciários são acreditados junto do chefe de Estado do país de acolhimento mas, ao contrário dos embaixadores, não representam o seu próprio chefe de Estado. A partir da década de 1960, esta classe tornou-se de facto obsoleta. Uma missão diplomática chefiada por um ministro plenipotenciário designava-se "legação";
3. Ministro residente: os ministros são os chefes de missão a título permanente de menor categoria, já que os encarregados de negócios exercem a chefia a título transitório. Esta categoria foi introduzida no Congresso de Aix-la-Chapelle de 1818. As missões chefiadas por ministros residentes também se designavam "legações";
4. Encarregado de negócios: um encarregado de negócios é um diplomata encarregado da chefia de uma missão diplomática, normalmente durante a ausência temporária de um diplomata de categoria superior. Os encarregados de negócios podem ser interinos (ad interim) ou permanentes (en pied). Os primeiros servem de chefe de missão apenas enquanto dura a ausência temporária do chefe titular. Os segundos desempenham as mesmas funções que um chefe de missão titular, sendo acreditados não junto do chefe de Estado do estado que o recebe, mas junto do seu ministro do Exterior.
5. Adido: o termo "adido" é frequentemente usado para designar um agente diplomático que não é um diplomata de carreira. Não sendo membro do serviço diplomático do seu país, foi apenas adido a uma missão diplomática. Os adidos mais comuns são os adidos militares, os quais são normalmente oficiais das forças armadas dos seus países. Existem contudo outros também comuns como os adidos culturais e os adidos de imprensa. Alguns países acreditam parte do seu pessoal técnico e administrativo das suas missões diplomáticas como adidos, a fim de beneficiarem de imunidade diplomática.

Este sistema de categorias diplomáticas criou um conjunto de problemas no que diz respeito às procedências entre os vários países, uma vez que a categoria do representante diplomático que um estado enviaria para outro era determinada pela importância que lhe dava. Assim, só seria enviado um embaixador - a categoria diplomática mais elevada - para junto de uma grande potência ou de um país aliado, enquanto que para junto dos restantes estados seriam enviados simples ministros.
Depois da Segunda Guerra Mundial e de acordo com a doutrina das Nações Unidas, deixou de ser considerado aceitável o tratamento de certos estados como sendo inferiores a outros. Assim, na maioria dos casos, as legações foram promovidas à categoria de embaixada, caindo em desuso o uso das categorias de enviado extraordinário e ministro plenipotenciário e de ministro residente como chefes de missão diplomática. 
Tradicionalmente, o chefe adjunto de uma missão diplomática tem o título de "ministro-conselheiro". 
O conjunto dos diplomatas acreditados junto de um estado é designado "corpo diplomático". De entre os membros de cada corpo diplomático, um é considerado o decano ou primus inter pares. Normalmente, é considerado decano o embaixador que apresentou credenciais há mais tempo, com excepção dos estados católicos onde, tradicionalmente, o decano é sempre o núncio apostólico independentemente da data em que tenha apresentado credenciais.
O corpo de diplomatas mantido pelo governo de uma país é normalmente referido como "serviço diplomático", "serviço exterior" ou "serviço estrangeiro".

### Diplomacia multilateral
Para além da tradicional diplomacia bilateral, hoje em dia assume cada vez mais importância a diplomacia multilateral. Várias categorias específicas de diplomatas foram criadas especificamente para a diplomacia multilateral:
- Embaixador itinerante: é  um diplomata da categoria de embaixador que é designado para o desempenho de missões específicas que o obrigam, não a residir num determinado país, mas a deslocar-se permanentemente entre vários países;
- Representante permanente: é um embaixador acreditado junto de uma organização internacional. Os representantes permanentes residem no país onde está sediada a organização internacional e chefiam missões diplomáticas designadas "representações permanentes" ou "missões permanentes";
- Representante residente: é o equivalente a uma embaixador, mas acreditado por uma organização internacional junto de um país. Tipicamente, o representante permanente é o chefe do escritório da organização no país respetivo.
- Embaixador especial: é um diplomata especializado numa determinada área de competência, que não reside num país determinado, mas que se desloca por várias partes do mundo para representar o seu governo nos assuntos em que é especialista;
- Enviado especial: os enviados especiais são diplomatas enviados, a título eventual, por determinados países ou organizações internacionais para desempenharem uma missão especial. Normalmente, as missões atribuídas aos enviados especiais têm a ver com a mediação de conflitos, com o auxílio no âmbito de grandes catástrofes naturais ou com outras situações de grande gravidade para a humanidade. Os enviados especiais da União Europeia têm sido designados "representantes especiais".

## Carreiras diplomáticas de diversos países

### Brasil
No Brasil, o ingresso na carreira diplomática se dá mediante concurso realizado pelo Instituto Rio Branco, que é a Academia diplomática brasileira e o órgão do Ministério das Relações Exteriores encarregado da seleção e treinamento de diplomatas. As categorias que compõem a estrutura hierárquica da carreira diplomática brasileira são análogas às da maioria das carreiras diplomáticas do mundo, sendo as seguintes:
1. Ministro de primeira classe (embaixador);
2. Ministro de segunda classe;
3. Conselheiro;
4. Primeiro-secretário;
5. Segundo-secretário;
6. Terceiro-secretário (diplomatas juniores; nível de ingresso na carreira diplomática).

### EUA
A maioria do pessoal diplomático dos Estados Unidos da América integra o Serviço Estrangeiro dos Estados Unidos (United States Foreign Service). As categorias profissionais dos diplomatas inserem-se em dois escalões. 
O escalão superior é o do Serviço Estrangeiro Senior (SFS, Senior Foreign Service) cujas categorias são as de:
1. Embaixador de carreira (career ambassador): normalmente só atribuída a diplomatas de carreira com uma longa e distinta folha de serviços;
2. Ministro de carreira (career minister): a categoria máxima atingida normalmente pelo pessoal da carreira diplomática; equivalente a "Ministro de Primeira Classe" (no Brasil);
3. Ministro-conselheiro (minister-counselor);
4. Conselheiro (counselor);
5. Primeiro-secretário (first secretary);
6. Segundo-secretário (second secretary);
7. Terceiro-secretário (third secretary)

As quatro mais altas categorias (Embaixador, Ministro, Ministro-Conselheiro e Conselheiro) são equiparadas às categorias militares de oficial general das forças armadas, respetivamente, de quatro, três, duas e uma estrela. O pessoal destas categorias pode servir normalmente como chefe de missão diplomática.
Abaixo do nível de Conselheiro encontram-se os Secretários - diplomatas juniores; são os níveis de ingresso na carreira diplomática profissional.
Ademais dos diplomatas de carreira propriamente ditos, há um escalão inferior de Membros do Serviço Estrangeiro (Members of the Foreign Service), que se divide nos grupos de Oficiais do Serviço Estrangeiro e de Especialistas do Serviço Estrangeiro. As categorias vão da FS-1, a mais alta e equiparada a coronel das forças armadas, à mais baixa que é a FS-9. A maioria dos Membros do Serviço Estrangeiro iniciam a sua carreira na categoria FS-5 ou FS-6.
Nas missões diplomáticas maiores, vários funcionários do Serviço Estrangeiro Sênior podem servir subordinados a um embaixador, como ministros-conselheiros, conselheiros ou secretários. Em missões pequenas, um FS-2 pode ser o único conselheiro de embaixada.

### Portugal
Em Portugal, os funcionários diplomáticos constituem um corpo único e especial de funcionários do Estado, sujeito a regras específicas de ingresso, acesso e progressão na respetiva carreira, independentemente das funções que sejam chamados a desempenhar. A carreira diplomática integra as seguintes categorias, processando-se a progressão entre elas por modelos diversos:
1. Embaixador;
2. Ministro plenipotenciário de 1ª classe;
3. Ministro plenipotenciário de 2ª classe;
4. Conselheiro de embaixada;
5. Primeiro-secretário de embaixada;
6. Segundo-secretário de embaixada;
7. Terceiro-secretário de embaixada.

No ingresso na carreira, após o concurso de acesso, os diplomatas ocupam a categoria de Adido de embaixada. No termo de dois anos, os Adidos de embaixada são sujeitos a um processo de “confirmação” pelo Conselho Diplomático do MNE (presidido pelo secretário-geral do MNE, pelos diretores-gerais da carreira diplomática e por representantes eleitos das várias categorias). Os diplomatas “confirmados” ingressam na categoria de Terceiro secretário de embaixada, contando o tempo como Adidos de embaixada como antiguidade nessa nova categoria. Os diplomatas “não confirmados” abandonam a carreira.
Não se deve confundir a categoria de Adido de Embaixada com as designações, quando em funções nos postos diplomáticos, dos Adidos técnicos (de Defesa, de Imprensa, Económico, Comercial, Científico, Eclesiástico, etc.), ocupadas por pessoas que não fazem parte da carreira diplomática mas a quem, quando nessas funções no quadro externo, é concedido um estatuto diplomático.
A chefia de missões diplomáticas é normalmente confiada a embaixadores ou a ministros plenipotenciários, de 1ª ou 2ª classes. A título excepcional, pode ser confiada a personalidades alheias ao quadro do serviço diplomático, cujas qualificações as recomendem para o posto.
O conceito de Ministro Conselheiro aplica-se, em algumas embaixadas, ao funcionário diplomático colocado, na respetiva hierarquia, no lugar imediatamente depois do embaixador. É uma designação dada a funcionários com a categoria de Ministro Plenipotenciário, de Conselheiro e, embora raramente, de Primeiro secretário de embaixada.